# プレイステーションコミック
プレイステーションコミックは、ソニー・コンピュータエンタテインメントより発売されたPlayStation用ゲームソフトのシリーズ。5作品（7本）が発売された。

## 概要
コントローラーのボタンを押すことでコマが切り替わるデジタルコミック。各コマがアニメーション処理され、効果音（作品によっては声も）が挿入されている。ゲームではないので選択肢はないが、設定によりメッセージ速度の変更、自動コマ送りが可能。

## シリーズ
- 寺沢武一『コブラ・ザ・サイコガン（前編）』：1998年1月12日発売
- 寺沢武一『コブラ・ザ・サイコガン（後編）』：1998年1月12日発売
- SYUFO板橋『キャロル・ザ・ダークエンジェル』：1998年4月2日発売

プレイステーションコミックのオリジナル作品。
- 渡辺浩弐『2999年のゲームキッズ』：1998年12月23日発売（作画:夢野れい）
- 寺沢武一『コブラ・ギャラクシーナイツ』：1999年2月18日発売
- 井上雄彦『ブザービーター（前編）』：1999年5月27日発売
- 井上雄彦『ブザービーター（後編）』：1999年5月27日発売